# Jan Wier

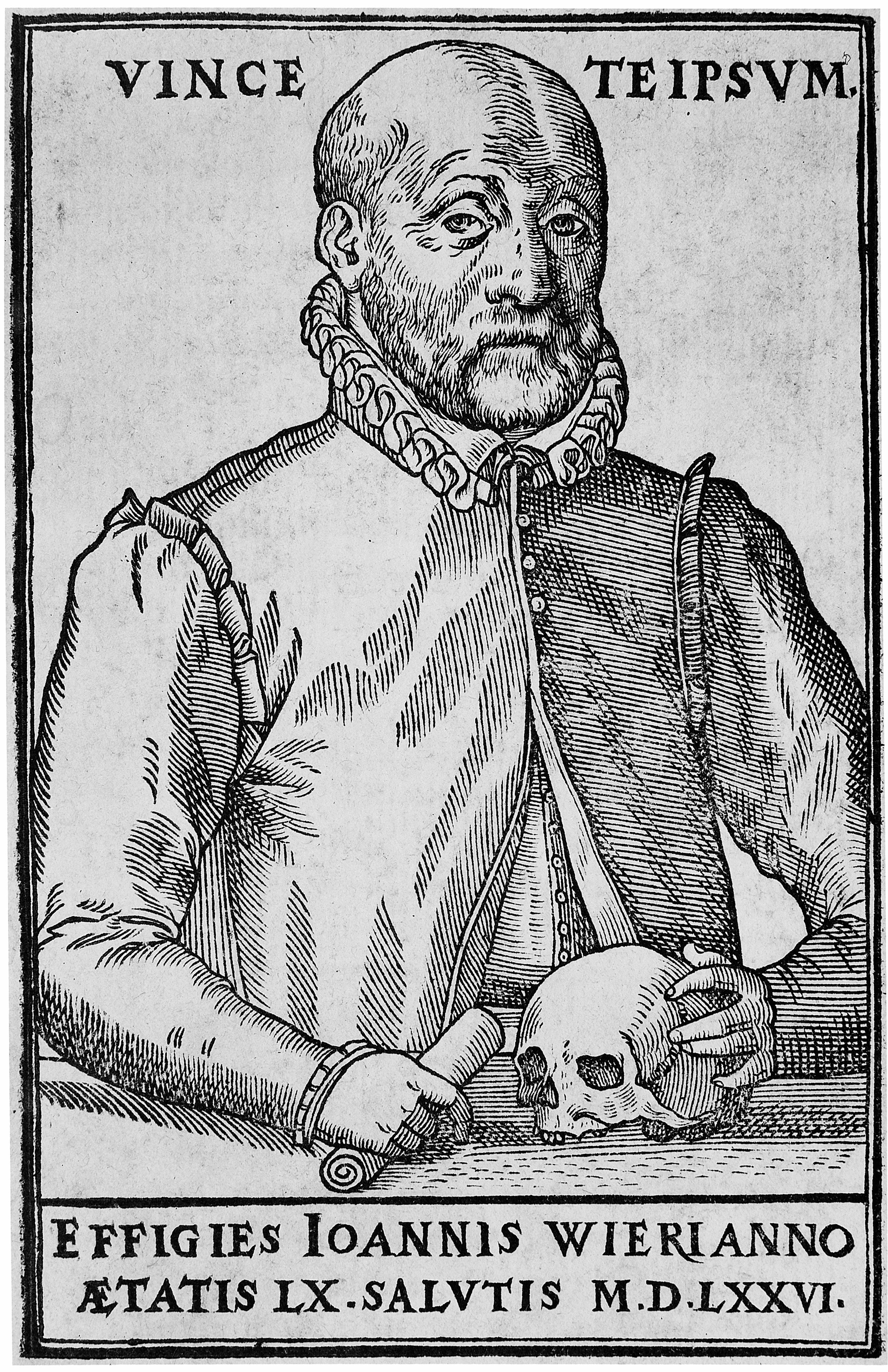
Portret Jana Wiera z książki De Lamiis (1577)

Jan Wier (Johann Weyer lub Wierus) (1515–1588) – niemiecki, a właściwie niderlandzki lekarz, demonolog, autor dzieła pt. O zwodniczych sztuczkach demonów (łac. De praestigiis daemonum) (1563).

## Życiorys
Urodził się w miejscowości Grave w Holandii (wówczas pod panowaniem Habsburgów). Nauki pobierał w Antwerpii, a następnie w Bonn, u uznawanego za maga i okultystę Agrippy. Następnie podjął studia medyczne w Paryżu i Lyonie. W latach 1545–1550 był odpowiedzialny za stan zdrowia publicznego w Arnhem, gdzie zajmował się m.in. przypadkami opętania. W 1550 roku został osobistym lekarzem księcia Kleve Wilhelma Bogatego. Około 1578 roku zaniechał pracy zawodowej. Do końca życia mieszkał w Kleve. Zmarł w 1588 roku w Tecklenburgu.
Żonaty najpierw z Judytą z domu Wintgens, a po jej śmierci z Henriettą Holst. Miał czterech synów i córkę. Jeden z synów, Henry Weyer (Wierus), był lekarzem, który podczas swej praktyki, podobnie jak ojciec, badał przypadki masowych opętań, w tym sprawę opętania mniszek z konwentu nazaretanek w Kolonii w 1565 roku.

## Poglądy
Jan Wier, podobnie jak Reginald Scot, czy Friedrich Spee, zaliczany jest do najbardziej znanych przeciwników prześladowań czarownic. Swoje tezy wyłożył m.in. w traktacie pt. De praestigiis daemonum, który wydany został w Bazylei w 1563 r. i zyskał wielki rozgłos. Praca ta wymierzona była bezpośrednio przeciwko opublikowanemu po raz pierwszy w 1487 roku Młotowi na czarownice.
Wier uważał za niesprawiedliwe, iż wykształconych magów-czarnoksiężników puszcza się wolno, podczas gdy nierozumne, omamione i melancholijne, ale całkowicie nieszkodliwe starsze kobiety pali się na stosach. Był przeciwnikiem procesów czarownic (przed sądami świeckimi), ponieważ według niego były one nieludzkie, okrutne i często prowadziły do śmierci niewinnych osób, ale z drugiej strony nie uwalniał osób wyobrażających sobie jedynie, że paktują z diabłem, od winy herezji. Wier był także przeciwnikiem stosowaniu tortur podczas procesów.
W swoim dziele Wier nie zaprzeczał istnieniu diabła, a jedynie twierdził, że wykorzystuje on chore umysły - zwłaszcza starszych, schorowanych kobiet - dla rozwinięcia swojej działalności. Uznawany przez niektórych za ojca współczesnej psychologii, wysunął przypuszczenie, że podstawową przyczyną zachowania prezentowanego przez domniemane czarownice jest choroba umysłowa.
Wier zajmował się również demonologią. Wierzył w powszechną działalność demonów (diabłów). Oceniał, że ich liczba wynosi 7 409 926.
Książka Wiera wywołała oburzenie. Wielu teologów i intelektualistów epoki (głównie Jean Bodin) sprzeciwiło się prezentowanym przez niego poglądom w sprawie istnienia czarownic i by go zdyskredytować, oskarżyli go o zajmowanie się magią. Nie postawiono go jednak przed sądem.

## Dzieła
- De praestigiis daemonum (1563) (tłum. polskie: O zwodniczych sztuczkach demonów[1], O oszustwach demonów[19], O omamieniach demonów jako też o czarach i otruciach[5], Szalbierstwa i oszustwa diabłów[potrzebny przypis]).
- Medicarum observationum rararum Liber I (1567)
- De Lamiis (1577) (tłum. polskie: O czarownicach[5])
- Pseudomonarchia Daemonum (1577) (tłum. polskie: Fałszywa Monarchia Demonów lub Fałszywe Królestwo Demonów)[20]

Dzieła zebrane Jana Wiera (obejmujące również prace z zakresu medycyny), wydane zostały w 1660 roku w Amsterdamie. 